# Orthocladius saxosus
Orthocladius saxosus är en tvåvingeart som först beskrevs av Tokunaga 1939.  Orthocladius saxosus ingår i släktet Orthocladius och familjen fjädermyggor. Arten är reproducerande i Sverige. Inga underarter finns listade i Catalogue of Life.